# Alan (automobile)
Pour les articles homonymes, voir Alan.
La Alan était une automobile allemande de conception simple, fabriquée en nombre limité par J Mayer à Bamberg entre 1923 et 1925. Le seul modèle, la 6/30, avait un moteur quatre cylindres à soupapes en tête de 30 ch. fabriqué à Berlin par Siemens et Halske.

## Sources
- (de) Werner Oswald, Deutsche Autos 1920-1945 : alle deutschen Personenwagen der damaligen Zeit, Stuttgart, Motorbuch-Verl, 1977 (ISBN 978-3-879-43519-7, OCLC 3879435197), (page 434).